# ریان جانسن
ریان کریگ جانسن (انگلیسی: Rian Craig Johnson؛ زادهٔ ۱۷ دسامبر ۱۹۷۳) کارگردان، تهیه‌کننده و فیلم‌نامه‌نویس آمریکایی است. مجلۀ تایم در سال ۲۰۲۳ او را یکی از ۱۰۰ شخص تاثیرگذار در جهان نامید. او کارگردانی را با فیلم تریلر معمایی آجر (۲۰۰۵) تجربه کرد که با نقدهای مثبتی همراه بود. جانسن با تغییر سبک به ساخت فیلم‌های مشهورتر، برای نویسندگی و کارگردانی تریلر علمی-تخیلی لوپر (۲۰۱۲) به موفقیت تجاری و انتقادی دست یافت. بزرگ‌ترین پروژهٔ جانسن فیلم اپرای فضایی جنگ ستارگان: آخرین جدای (۲۰۱۷) بود که بیش از ۱ میلیارد دلار در جهان فروش کرد و مورد تحسین منتقدان قرار گرفت. او با فیلم چاقوکشی (۲۰۱۹) به ژانر معمایی بازگشت و برایش نامزد دریافت جایزهٔ اسکار بهترین فیلم‌نامه غیراقتباسی شد.
جانسن سه قسمت از مجموعهٔ تلویزیونی بریکینگ بد (۲۰۰۸–۲۰۱۳) را کارگردانی کرده‌است. او برای ساخت قسمتی از فصل ۵ این مجموعه جایزهٔ کارگردانی برجسته از جایزه انجمن کارگردانان آمریکا را دریافت کرد.

## فیلم‌شناسی
| سال  | عنوان                                             | کارگردان | نویسنده | تهیه‌کننده | توضیحات        |
| ---- | ------------------------------------------------- | -------- | ------- | --------- | -------------- |
| ۲۰۰۵ | آجر                                               | آری      | آری     | نه        | همچنین تدوین‌گر |
| ۲۰۰۸ | برادران بلوم                                      | آری      | آری     | نه        |                |
| ۲۰۱۰ | The Mountain Goats: The Life of the World to Come | آری      | نه      | نه        | مستند ویدئویی  |
| ۲۰۱۲ | لوپر                                              | آری      | آری     | نه        |                |
| ۲۰۱۷ | جنگ ستارگان: آخرین جدای                           | آری      | آری     | نه        |                |
| ۲۰۱۹ | چاقوکشی                                           | آری      | آری     | آری       |                |
| ۲۰۲۲ | گلس آنین: یک چاقوکشی اسرارآمیز                    | آری      | آری     | آری       |                |
| ۲۰۲۵ | بیدار شو مرد مرده                                 | آری      | آری     | آری       |                |